# Ursula Kraemer
Ursula Kraemer (geboren 1952) ist eine deutsche Juristin. Sie war Vorsitzende Richterin am Verwaltungsgericht Wiesbaden und Richterin am Staatsgerichtshof des Landes Hessen.

## Leben

### Juristischer Werdegang
Kraemer machte ihre juristische Karriere in der Hessischen Verwaltungsgerichtsbarkeit. Sie begann am 2. Januar 1982 als Richterin am Verwaltungsgericht Wiesbaden. Am 15. Februar 1994 wurde sie dort zur Vorsitzenden Richterin berufen und hatte bis 2017 den Vorsitz in der 5. Kammer des Verwaltungsgerichts Wiesbaden inne.
Kraemer war mehrere Jahre maßgeblich an einem Verfahren über Sportwetten involviert. 2006 hegte das Land Hessen die Hoffnung, dass private Sportwettenanbieter ihre Aktivitäten einstellen müssen. Nach langen Jahren mit ungeklärten Verhältnissen hatten sich die Bundesländer 2012 auf einen Ersten Glücksspieländerungsstaatsvertrag geeinigt. 2014 erließ das Verwaltungsgericht Wiesbaden unter dem Vorsitz von Kraemer einen sogenannten Hängebeschluss, damit wurde die beabsichtigte Vergabe von 20 Konzessionen aufgehalten. Da sich über doppelt so viele Wettanbieter beworben hatten, hatten einige der nicht zum Zug Gekommenen in der Zwischenzeit Klage eingereicht. 2015 stoppte das Verwaltungsgericht Wiesbaden unter dem Vorsitz von Kraemer die Konzessionsvergabe für Sportwetten und vermasselte damit einer Reihe von privaten Wettanbietern ein Millionengeschäft. 2016 bekam jedoch der Wettanbieter Tipico stellvertretend für andere Kläger ein Recht auf eine Konzession zugesprochen, mit dem Hinweis, dass eine Beschränkung auf 20 Wettanbieter ein Verstoß gegen europarechtliche Normen darstelle.

### Mitglied des Hessischen Staatsgerichtshofs
Kraemer wurde 1994 erstmals zum stellvertretenden richterlichen Mitglied des Hessischen Staatsgerichtshofs gewählt. Sie wurde in diese Position 2001 und 2009 wiedergewählt, bis sie am 9. März 2016 ständiges richterliches Mitglied wurde. Sie übte dieses Amt bis zu ihrem Ruhestand im Frühjahr 2017 aus. Am 16. Mai 2001 wurde sie erstmals als Stellvertreterin vereidigt, um als Nachrückerin an einer Gerichtsverhandlung teilnehmen zu können. In der Folge war sie auch als Stellvertreterin des Öfteren an Gerichtsurteilen beteiligt.